# Elaphria exesa
Elaphria exesa är en fjärilsart som beskrevs av Achille Guenée 1852. Elaphria exesa ingår i släktet Elaphria och familjen nattflyn. Inga underarter finns listade i Catalogue of Life.